# Acharya N.G. Ranga

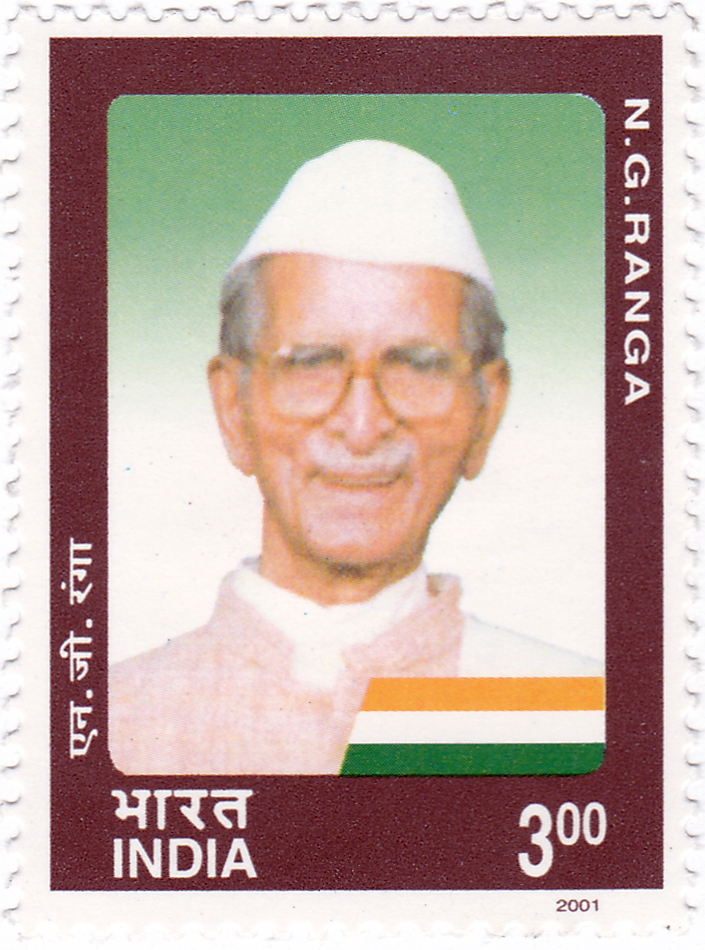
Acharya N.G. Ranga

Acharya N.G. Ranga (populärt: Rythu Ranga), född 7 november 1900 i Nidubrolu, Gunturdistriktet, nuv. Andhra Pradesh, död 9 juni 1995, var en indisk politiker bondeledare, och ledande inom Kongresspartiet, som han anslöt sig till 1930. Ranga tog examen B.Litt. i nationalekonomi vid Oxford 1926, senare var han professor vid Pachiappa College i Madras.
Han bröt tillsammans med Tanguturi Prakasam Pantulu 1951 med Kongresspartiet och grundade det nya Praja Party (PP) i nuv. delstaten Andhra Pradesh. Redan april samma år bröt Ranga med PP och bildade istället Krishikar Lok Party. Därefter grundade Ranga tillsammans med Rajaji Swatantra Party, som vid valen till Lok Sabha 1962 fick stora framgångar i Orissa, Rajasthan, Gujarat, Bihar och Punjab. Ranga anslöt sig åter till Kongresspartiet 1972.